# 工具栏
在计算机显示器的图形用户界面上，工具栏放置了界面按钮、图标、菜单或其它输入/输出元素。
早期的工具栏样式和功能由程序员定义，因此带按钮的工具栏与一排按钮之间没什么区别。大部分现代程序和操作系统，允许终端用户根据个人需要自定义工具栏，对工具栏中的按钮等项目进行添加、删除和调整位置。例如GNOME和KDE桌面环境的面板就是很好的自定义工具栏，这些面板的功能从应用程序的可扩展菜单和按钮、窗口列表、通知区域、时钟和资源监控到音量控制以及天气预报控件。

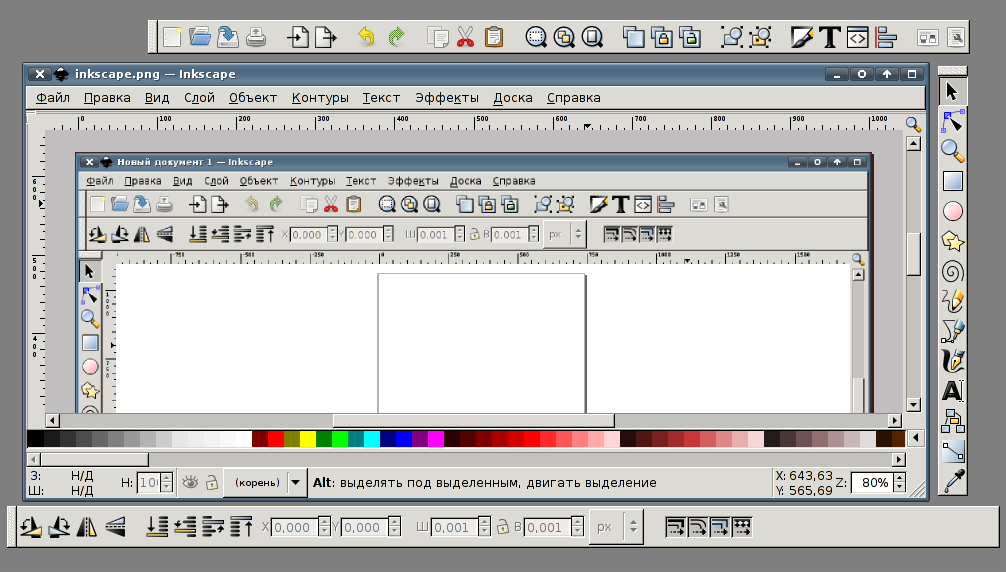
Inkscape的可分离工具栏。内部显示的是带有未分离工具栏的Inkscape。

有些应用程序，如图形编辑软件，允许工具栏分离并在窗口或其它工具栏之间移动。工具栏在办公软件套装上很常见，如OpenOffice.org、图形编辑软件以及网页浏览器如Inkscape和Mozilla Firefox。

## 网页浏览器工具栏和插件
浏览器的第三方工具栏，通常增加了一些方便终端用户操作的功能选项。浏览器使用自己的功具栏进行基本的浏览导航（后退、停止、刷新），而外部工具栏提供附加功能（附加的搜索框、表格填写、链接到热门站点等）。
常见第三方浏览器工具栏有：
- Advanced Searchbar
- Alexa工具栏
- ALO工具栏（美国在线）
- ChunkIt!（ChunkIt!）
- Google工具栏
- MSN工具栏（MSN Toolbar）
- 维基百科浏览器工具栏（Wikipedia Toolbar）
- Windows Live工具栏（Windows Live Toolbar）
- Yahoo!工具列
- vscode工具列
- 流媒体国际广播工具栏（Streaming Internet Radio toolbar）
- Firefox和Internet Explorer的Yandex工具栏 （页面存档备份，存于）

## 安全
虽然第三方工具栏通常只提供功能给用户，却有可能给将缺陷引入相关浏览器。更有一些工具栏专为此目的而生。这些顽固的特洛伊木马程序伪装成搜索栏，除了用广告轰炸用户以外，还为其它病毒和间谍软件进入电脑大开方便之门。这种工具栏的另一个共同特点是，不能用相关浏览器或操作系统提供的传统办法禁止或卸载。但是，许多浏览器工具栏是无害的。